# Уодделл, Роб
Роб Уодделл (англ. Rob Waddell; 7 января 1975, Те-Куити, Новая Зеландия) — новозеландский гребец (академическая гребля), олимпийский чемпион в одиночном заплыве Летних Олимпийских игр 2000 года, а также Чемпионата мира по академической гребле 1998-1999 годов.
Муж новозеландской гребчихи Сони Уодделл.

## Биография
Роб Уодделл родился в Те-Куити в 1975 году. Греблей увлёкся на десятом году обучения в Королевском колледже в Окленде. Несмотря на большой рост (2 метра) он был зачислен в команду гребцов. По-мимо этого вида спорта Роб хорошо себя зарекомендовал, как игрок в регби и выступал за школьную команду. В 17 лет был принят в юношескую новозеландскую команду гребцов. Однако, дальнейшее пребывание в команде Уодделл счёл невозможным, поскольку принял участие в международной программе обмена учащимися. По распределению он был направлен в Японию, где изучал японский язык и заработал чёрный пояс по дзюдо. По возвращении в Новую Зеландию он получил диплом с отличием в сфере менеджмента Университете Уаикато. В 1993 году у Роба диагностировали проблемы с нерегулярным сердечным ритмом. Уодделл принял решение не покидать гребной спорт, но отказаться от участия в командных заплывах, тем самым сконцентрировавшись на одиночных соревнованиях. В 1995 году в возрасте 20 лет он стал самым молодым чемпионом Новой Зеландии по гребле. В 1996 году он выиграл шесть из семи национальных титулов и квалифицировался на летние Олимпийские игры 1996 года в Атланте. Однако, дебютное выступление закончилось для него седьмым местом в финальном заплыве. Первое международное золото на соревнованиях международного уровня Роб Уодделл выиграл на чемпионате мира по академической гребле 1998 года, а в 1999 году повторил своё достижение. В 2009 году перенёс операцию на сердце и после периода восстановления вернулся к занятиям греблей.

### Олимпийские выступления
Принимая во внимание значительные успехи в гребном спорте Олимпийский комитет Новой Зеландии принял решение включить Роба Уодделла в состав национальной сборной. Вторая попытка и участие на летних Олимпийских играх 2000 года в Сиднее принесли ему золотую медаль. В заплыве одиночек с результатом 06:48,900 он завоевал золотую медаль, опередив соперников из Швейцарии (Ксено Мюллер — 2-е место, 06:50,550) и Германии (Марсель Хаккер — 3-е место, 06:50,830). За успешное выступление и внесение в актив сборной Новой Зеландии золотой медали — Роб Уодделл был удостоен права нести национальный флаг на церемонии закрытия Олимпийских Игр.